# David de la Fuente
David de la Fuente Rasilla (Reinosa, Cantabria, 4 de mayo de 1981) es un ciclista español. Debutó como profesional en el año 2003 con el equipo Vini Caldirola-Sidermec.
Su mayor triunfo como profesional fue la consecución del premio de la combatividad en el Tour de Francia 2006. Además, en esa edición llegó a portar el maillot de topos rojos correspondiente al líder de la clasificación de la montaña, en la que finalmente quedó en segunda posición, solo por detrás del danés Michael Rasmussen.
De la Fuente ha sido compañero de Alberto Contador en el triunfo en el Tour de 2010 y de Juanjo Cobo en la Vuelta a España de 2011, en la que se impuso este, aunque posteriormente fue desposeído del triunfo por irregularidades en su pasaporte biológico, pasando a ser el ganador Chris Froome.
En el historial de David de la Fuente figuran tres victorias como profesional, el GP Miguel Induráin, una etapa de la Vuelta a Alemania y el GP Llodio. Además, ha obtenido un premio a la combatividad en el Tour.
En enero de 2012 se comprometió con el Caja Rural, equipo que cerró así la plantilla para esa temporada. Sin embargo a finales de la temporada no fue renovado y recaló en las filas del equipo turco Torku Sekerspor de categoría Continental.

## Palmarés
2001 (como amateur)
- 1 etapa del Circuito Montañés

2006
- Premio de la combatividad del Tour de Francia

2007
- G. P. de Llodio

2008
- 1 etapa de la Vuelta a Alemania

2009
- Gran Premio Miguel Induráin

2013
- 1 etapa de la Vuelta al Lago Qinghai

2015
- 1 etapa del Trofeo Joaquim Agostinho

## Resultados en Grandes Vueltas
| Carrera | Carrera         | 2003  | 2004 | 2005 | 2006 | 2007 | 2008 | 2009 | 2010  | 2011 | 2012 | 2013 | 2014 | 2015 | 2016 | 2017 | 2018 | 2019 | 2020 | 2021 |
| ------- | --------------- | ----- | ---- | ---- | ---- | ---- | ---- | ---- | ----- | ---- | ---- | ---- | ---- | ---- | ---- | ---- | ---- | ---- | ---- | ---- |
|         | Giro de Italia  | —     | —    | —    | —    | —    | —    | —    | —     | —    | —    | —    | —    | —    | —    | —    | —    | —    | —    | —    |
|         | Tour de Francia | —     | —    | —    | 55.º | 49.º | Ab.  | —    | 110.º | —    | —    | —    | —    | —    | —    | —    | —    | —    | —    | —    |
|         | Vuelta a España | 156.º | —    | Ab.  | 71.º | 96.º | —    | 24.º | —     | 35.º | 65.º | —    | —    | —    | —    | —    | —    | —    | —    | —    |

—: no participa

Ab.: abandono

## Equipos
- Vini Caldirola-Sidermec (2003)

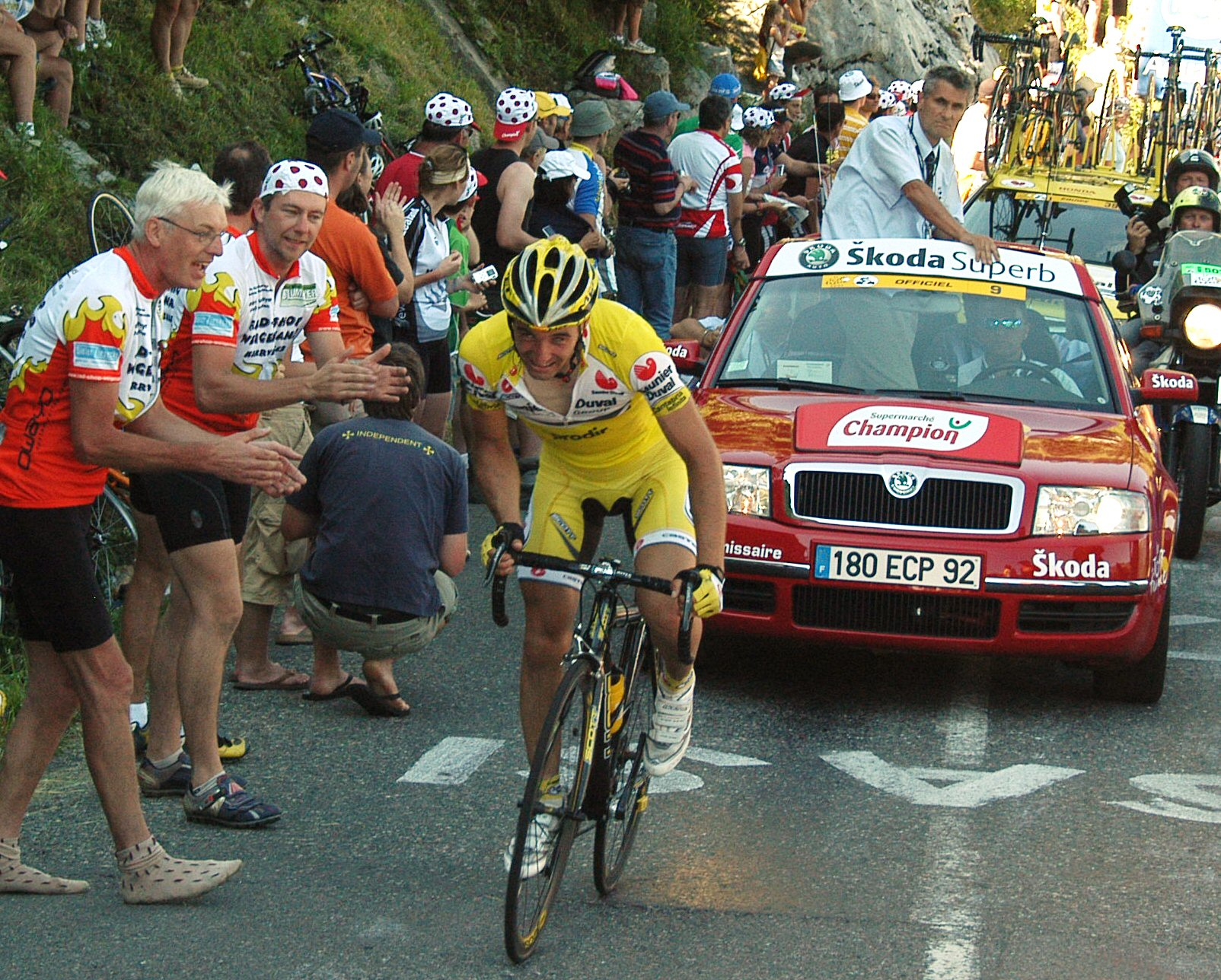
David de la Fuente en la 7.ª etapa del Tour de Francia 2007.

- Saunier Duval/Scott/Fuji (2004-2009)
  - Saunier Duval-Prodir (2004-2008) (hasta julio)
  - Scott-American Beef (2008)
  - Fuji-Servetto (2009)
- Astana (2010)
- Geox-TMC (2011)
- Caja Rural (2012)
- Torku Sekerspor (2013-2014)
- Efapel (2015)
- Sporting-Tavira (2016)
- Louletano (2017-2021)
  - Louletano-Hospital de Loulé (2017)
  - Aviludo-Louletano-Uli (2018)
  - Ludofoods-Louletano-Aviludo (2019)

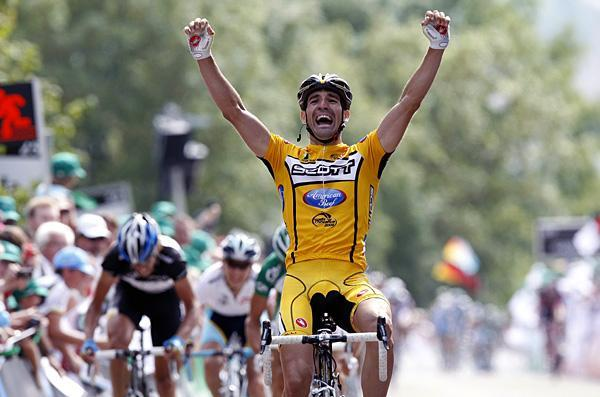
David ganando en la Vuelta a Alemania de 2008.

  - Aviludo-Louletano (2020)
  - Louletano-Loulé Concelho (2021)